# Michel Durafour
Michel André François Durafour (* 11. April 1920 in Saint-Étienne, Département Loire; † 27. Juli 2017 ebenda) war ein französischer Politiker der Union démocratique et socialiste de la Résistance (UDSR), der Parti républicain, radical et radical-socialiste (PRRRS), des Centre républicain (CR), der Union pour la démocratie française-Parti radical (UDF-Radical) sowie zuletzt des Mouvement des réformateurs (MDR) und Schriftsteller, der sowohl Mitglied des Senats als auch der Nationalversammlung war. Er war zwischen 1964 und 1977 Bürgermeister von Saint-Étienne sowie von 1974 bis 1976 Arbeitsminister. Darüber hinaus fungierte er von 1980 bis 1981 als Präsident des Regionalrates der Region Rhône-Alpes sowie zwischen 1988 und 1991 als Minister für den öffentlichen Dienst und Verwaltungsreformen. Als Schriftsteller verfasste Durafour unter seinem Namen sowie unter verschiedenen Pseudonymen zahlreiche Romane.

## Leben

### Erfolglose Kandidaturen für die Nationalversammlung und Bürgermeister von Saint-Étienne
Michel André François Durafour war ein Sohn des Politikers Antoine Durafour, der zwischen 1925 und 1926 ebenfalls Arbeitsminister sowie von 1930 bis 1932 auch Bürgermeister von Saint-Étienne war. Nach dem Besuch des Lycée Claude Fauriel begann er ein Studium der Rechtswissenschaften an der Universität von Paris, das er jedoch nach Beginn des Zweiten Weltkrieges 1939 abbrechen musste. Im Anschluss leistete er Militärdienst, aus dem er nach dem Waffenstillstand von Compiègne 1940 entlassen wurde. 1941 setzte er sein Studium an der École libre des sciences politiques fort, die damals nach Lyon verlegt wurde. Im September 1944 wurde er Mitarbeiter des Informationsministeriums und war dort bis Januar 1946 im Büro der Informationsminister Pierre-Henri Teitgen, Jacques Soustelle sowie zuletzt André Malraux tätig. Im Anschluss arbeitete er als Journalist bei verschiedenen Tageszeiten.
Nach Kriegsende begann Durafour zudem seine politische Laufbahn in der Kommunalpolitik als er im Mai 1945 als Kandidat der Union démocratique et socialiste de la Résistance (UDSR) auf einer gemeinsamen Liste mit der Section française de l’Internationale ouvrière (SFIO) erstmals zum Mitglied des Stadtrates von Saint-Étienne gewählt wurde. Im Juni 1946 kandidierte er für erfolglos einen Sitz in der Verfassunggebenden Versammlung. Er war zudem zwischen 1947 und 1953 erstmals Erster Vize-Bürgermeister von Saint-Étienne und wurde 1949 des Weiteren zum Mitglied des Generalrates des Département Loire gewählt, in dem er bis 1955 den inzwischen aufgelösten Wahlkreis Saint-Étienne-Nord-Est-1 vertrat. Er war zwischen 1953 und 1959 Vize-Bürgermeister von Saint-Étienne und bewarb sich im November 1958 erneut ohne Erfolg für ein Mandat in der Nationalversammlung. Dabei lag er zwar im ersten Wahlgang mit 25,3 Prozent an erster Stelle, unterlag aber im zweiten Wahlgang mit 26,4 Prozent der Stimmen dem Kandidaten des Centre démocratique Jean-Louis Chazelle, auf den 33,7 Prozent entfielen. Er fungierte von 1959 bis 1965 erneut als Erster Vize-Bürgermeister von Saint-Étienne. Als Kandidat des Centre républicain (CR) kandidierte er im zweiten Wahlkreis des Département Loire im November 1962 wieder ohne Erfolg für einen Sitz in der Nationalversammlung, erhielt aber nur 10,1 Prozent der Stimmen im ersten Wahlgang. Er verzichtete daraufhin auf eine erneute Kandidatur im zweiten Wahlgang, die der gaullistische Kandidat Lucien Neuwirth gewann.
Nach dem Tod von Alexandre de Fraissinette am 10. Dezember 1964 wurde Michel Durafour zunächst kommissarischer Bürgermeister von Saint-Étienne und bekleidete das Amt des Bürgermeisters von Saint-Étienne vom 21. März 1965 bis zu seiner Ablösung durch Joseph Sanguedolce am 20. März 1977. Während seiner Amtszeit als Bürgermeister kam es am 27. März 1969 zur Gründung der Universität Saint-Étienne sowie zur Gründung eines neuen Kulturhauses. 1969 wurde Saint-Victor-sur-Loire, 1970 Terrenoire und 1973 Rochetaillée eingemeindet, seitdem ging die Bevölkerungszahl, die zwischenzeitlich über 200.000 betrug, etwas zurück. Die Krise der Montanindustrie (Stahlkrise, Kohlekrise) in den 1970er Jahren traf auch Saint-Étienne, woraufhin eine Umorientierung zum Dienstleistungssektor begann.

### Senator und Mitglied der Nationalversammlung
Bei den Senatswahlen im September 1965 erhielt Durafour im ersten Wahlgang 622 der 1.441 Stimmen und wurde daraufhin im zweiten Wahlgang am 26. September 1965 mit 763 der 1.456 Stimmen als Vertreter des Département Loire zum Mitglied des Senats gewählt. Während seiner Senatszugehörigkeit war er zwischen 1965 und 1967 Mitglied des Rechtsausschusses (Commission des lois). Bei den Wahlen im März 1967 kandidierte er im ersten Wahlkreis des Département Loire jedoch wieder für die Nationalversammlung und gewann im ersten Wahlgang zunächst 37,6 Prozent der Wählerstimmen und wurde daraufhin am 12. März 1967 mit 59,4 Prozent im zweiten Wahlgang zum Mitglied der Nationalversammlung (Assemblée nationale) gewählt. Er deutlich vor dem Kandidaten der Parti communiste français (PCF) Michel Olagnier, auf den 40,6 Prozent der Stimmen entfielen. Daraufhin legte er am 3. April 1967 sein Mandat im Senat nieder. Während seiner Parlamentszugehörigkeit war er Mitglied des Rechtsausschusses der Nationalversammlung. Er wurde ferner am 1. Oktober 1967 erneut Mitglied des Generalrates des Département Loire und vertrat dort nach seiner Wiederwahl am 1. Oktober 1973 bis zum 25. März 1979 abermals den Kanton Saint-Étienne-Nord-Est.
Durafour, der von 1967 bis 1975 Vizepräsident des Centre républicain, wurde bei den Wahlen im Juni 1968 wieder zum Mitglied der Nationalversammlung gewählt. Während er im ersten Wahlgang 35,4 Prozent der Wählerstimmen erhalten hatte, lag er mit 42,5 Prozent der Stimmen im zweiten Wahlgang vor dem Kandidaten der PCF, Michel Olagnier (29,8 Prozent), sowie dem Bewerber der Républicains indépendants (RI), Lucien Nicolas (27,6 Prozent). Während der vierten Legislaturperiode war er zwischen Juni 1968 und April 1973 wiederum Mitglied des Rechtsausschusses und engagierte sich als Mitglied des Nationalrates für öffentliche Dienste der Départements und Kommunen (Conseil national des services publics départementaux et communaux). Bei den Wahlen im März 1973 kandidierte er für die Koalition der Mitte, dem Mouvement réformateur, für seine Wiederwahl in die Nationalversammlung und erhielt im ersten Wahlgang 43,6 Prozent. Im zweiten Wahlgang konnte er sich mit 60,6 Prozent der Wählerstimmen deutlich gegen den Kandidaten der PCF, Maurice Théolet, durchsetzen, auf den 39,4 Prozent entfielen. Er war daraufhin in der fünften Wahlperiode vom 3. April 1973 bis zum 28. Mai 1974 Vorsitzender der aus Parti républicain, radical et radical-socialiste (PRS), Centre démocrate (CD), Centre républicain (CR), Mouvement démocrate-socialiste de France (MDSF), Parti de la démocratie socialiste (PDS), Parti libéral européen (PLE) und Mouvement national progrès et libertés (MNPL) gebildeten Fraktion Réformateurs démocrates sociaux. In dieser Legislaturperiode war er zwischen 1973 und 1974 Mitglied des Ausschusses für nationale Verteidigung (Commission de la défense nationale). Er wurde ferner 1973 Mitglied des Regionalrates der Region Rhône-Alpes.

### Arbeitsminister und Präsident des Regionalrates der Region Rhône-Alpes
Nach der Wahl von Valéry Giscard d’Estaing zum Staatspräsidenten wurde Michel Durafour am 28. Mai 1974 zum Arbeitsminister (Ministre du Travail) in das Kabinett Chirac I berufen und bekleidete dieses Ministeramt bis zum 25. August 1976. Im darauf folgenden Kabinett Barre I fungierte er zwischen dem 28. August 1976 und dem 30. März 1977 als Beigeordneter Minister beim Premierminister für Wirtschaft und Finanzen (Ministre délégué auprès du Premier ministre, chargé de l’économie et des finances). In dieser Funktion war er maßgeblich für das Regierungsprogramms zur Stärkung der Wirtschaft und Bekämpfung der Inflation zuständig.
1977 wurde Durafour Mitglied des Geschäftsführenden Vorstands der Parti radical, deren Vorsitzender Jean-Jacques Servan-Schreiber wurde. Bei den Kommunalwahlen im März 1977 verlor er nach zwölf Jahren sein Amt als Bürgermeister von Saint-Étienne als er nur 48,5 Prozent der Wählerstimmen erhielt, während sein Gegenkandidat von der PCF Joseph Sanguedolce 51,4 Prozent erhielt und damit erster linker Bürgermeister der Stadt wurde. Bei den Parlamentswahlen im März 1978 wurde er für die Union pour la démocratie française im ersten Wahlkreis des Département Loire allerdings wieder zum Mitglied der Nationalversammlung gewählt. Nachdem er im ersten Wahlgang 35,5 Prozent der Wählerstimmen erhalten hatte, konnte er sich mit 52,8 Prozent im zweiten Wahlgang gegen den Kandidaten der PCF Marc Bruyère durchsetzen, auf den 47,2 Prozent entfielen. Während seiner neuerlichen Parlamentszugehörigkeit war er während der sechsten Legislaturperiode zwischen dem 19. März 1978 und dem 22. Mai 1981 Vorsitzender des Ausschusses für Produktion und Handel (Commission de la production et des échanges). 1980 löste er zudem Paul Ribeyre als Präsident des Regionalrates der Region Rhône-Alpes und bekleidete diese Funktion bis 1981, woraufhin Charles Béraudier seine Nachfolge antrat.

### Verlust des Abgeordnetenmandats und Wiederwahl in den Senat
Bei den nach der Wahl von François Mitterrand von der Parti socialiste (PS) zum Staatspräsidenten erfolgten Parlamentswahlen im Juni 1981 verlor Michel Durafour sein Mandat in der Nationalversammlung. Nachdem er im ersten Wahlgang noch mit 33,9 Prozent der Wählerstimmen an erster Stelle lag, unterlag er mit 49,4 Prozent im zweiten Wahlgang dem Kandidaten der PCF Paul Chomat, auf den 50,6 Prozent entfielen. Danach übernahm er 1982 eine Professur an der Universität Lyon III, der sogenannten Jean-Moulin-Universität, sowie später an der Universität Paris-IX, der sogenannten Universität Paris-Dauphine. 1982 wurde er ferner Präsident der UDF der Region Rhône-Alpes.
Bei den Senatswahlen 1983 wurde er hingegen wieder zum Mitglied des Senats gewählt. Nachdem er im ersten Wahlgang 606 der 1.619 Stimmen erhalten hatte, wurde er am 25. September 1983 für das Département Loire im zweiten Wahlgang mit 1.000 der 1.616 Stimmen gewählt. Nach seinem Wiedereinzug in das Palais du Luxembourg wurde er am 5. Oktober 1983 zunächst Mitglied und 1985 Vizepräsident des Kulturausschusses (Commission des affaires culturelles). Er war zudem Mitglied des Nationalrates der UDF sowie Vizepräsident der Parti radical. 1987 wurde er Vizepräsident des Finanzausschusses des Senats (Commission des finances). Er wurde ferner 1986 wieder zum Mitglied des Regionalrates der Region Rhône-Alpes. Bei den Präsidentschaftswahlen 1988 unterstützte er die Kandidatur von Raymond Barre. Nachdem dieser im ersten Wahlgang am 24. April 1988 mit 5.035.144 Stimmen (16,54 Prozent) ausgeschieden war, gründete er die Association des démocrates und unterstützte im zweiten Wahlgang am 8. Mai 1988 die Kandidatur von Präsident François Mitterrand anstelle des bisherigen Premierminister Jacques Chirac. Er hielt Staatspräsident Mitterrand für fähiger den politischen Einfluss der Front National (FN) zu verringern, die er für eine ernsthafte Bedrohung der Republik hielt. Der Vorsitzende der FN, Jean-Marie Le Pen, bezeichnete die Äußerungen Durafours als Krematorium (M. Durafour crématoire) und wurde deshalb später zu einer Geldstrafe von 10.000 Francs verurteilt.

### Staatsminister und Rückzug aus dem politischen Leben
Nachdem Mitterrand am 8. Mai 1988 mit 16.704.279 Stimmen (54,02 Prozent) wieder zum Staatspräsidenten gewählt worden war, wurde Durafour am 12. Mai 1988 zum Minister für den öffentlichen Dienst und Verwaltungsreformen (Ministre de la Fonction publique et des Réformes administratives) in das Kabinett Rocard I berufen. Er bekleidete dieses Amt vom 22. Juni 1988 bis zum 22. Februar 1989 auch im Kabinett Rocard II, in dem er zwischen dem 22. Februar 1989 und dem 15. Mai 1991 Staatsminister für den öffentlichen Dienst und Verwaltungsreformen (Ministre d’État, de la Fonction publique et des Réformes administratives) war. In dieser Funktion gelang ihm 1990 eine Einigung mit fünf Gewerkschaften zur Reform des öffentlichen Dienstes. Gleichwohl wurde er nicht mehr in das am 15. Mai 1991 gebildete Kabinett Cresson berufen.
Nach seinem Ausscheiden aus der Regierung fungierte Michel Durafour zwischen 1992 und 1996 als Außerordentlicher Berater des Staates (Conseiller d’État en service extraordinaire). 1997 legte er sein letztes gewähltes Mandat als Mitglied des Regionalrates der Region Rhône-Alpes nieder, dem er seit 1986 angehört hatte. Obwohl er sich aus dem politischen Leben zurückgezogen hatte, war er 2007 Leiter des Unterstützungskomitees der Präsidentschaftskandidatur von Ségolène Royal im Département Loire.

## Veröffentlichungen
Neben seiner jahrzehntelangen politischen Tätigkeit war Michel Durafour auch als Schriftsteller tätig und verfasste rund zwanzig Romane und Theaterstücke. Sein Buch Les Démoniaques wurde 1950 mit dem Grand Prix du théâtre ausgezeichnet. Sein 1952 erschienener Roman Notre Rêve qui êtes aux cieux wurde 1954 unter dem Titel Les Fruits sauvages („Wilde Früchte“) von Hervé Bromberger verfilmt. Unter den Pseudonymen Pierre Jardin, Rémi Sibel und Cécil Viborg verfasste er zudem Kriminal- und Abenteuerromane. Für seinen unter dem Pseudonym Pierre Jardin veröffentlichten Roman Agnès et les vilains messieurs erhielt er 1963 den Prix du Roman d’Aventures. Zu seinen Werken gehören:

### Romane

#### Michel Durafour-Romane
- Japy et le Chien-Fou, Dumas, Paris 1948.
- Bettina Éditions du Carrousel, Paris 1950.
- Jus de citron, Éditions Segep, Paris 1951.
- Notre rêve qui êtes aux cieux, Éditions du Carrousel, Paris 1952.
- Des fourmis sur la terre, Mitautor Yves Denaux, A. Martel, Givors 1952.
- Le Juif du ciel, Éditions Le Jour se lève, Paris 1955.
- Les Moutons du ciel, Fayard, Paris 1973.
- Ma baïonnette de Mirabeau, Jean-Claude Lattès, Paris 1987.
- La Métisse, Mitautorin Jacqueline Dauxois, Albin Michel, Paris 1996.
- Marais salaces, Salvy, Paris 2001.
- Ciel cocasse, Mitautor Christian Soleil, éditions Edilivre-Aparis, Paris 2010.
- L’Interview de Neron, Mitautor Christian Soleil, éditions Edilivre-Aparis, Paris 2013.

in deutscher Sprache
- Zur Flamme werden und vergehen. Bettina Colonna, Verlag der Europäischen Bücherei, Bonn 1956.

#### Pierre Jardin-Romane
- Pascaline mène l'enquête, Éditions La Vague, Paris 1960.
- Dites-le… avec des pastèques, Librairie des Champs-Élysées, Paris 1961.
- Pascaline contre Pascal, Éditions La Vague, Paris 1961.
- Bagarres et Franfreluches, Librairie des Champs-Élysées, Paris 1962.
- Agnès et les Vilains Messieurs, Librairie des Champs-Élysées, Paris 1963.
- Une Chinoise dans la mêlée, Librairie des Champs-Élysées, Paris 1964.
- Excusez-moi, Dorothy… Librairie des Champs-Élysées, Paris 1964.

in deutscher Sprache
- War es Mord oder Selbstmord? Zwei Kriminalromane, Mitautorin Geneviève Jardin, Verlag Frieling, Berlin 1996, ISBN 978-3-8280-0051-3
- War es Schweigepflicht oder Liebe?, Mitautorin Genevieve Jardin, Verlag Norderstedt, 2005, ISBN 978-3-8334-5778-4

#### Remi Sibel-Romane
- Un cadavre dans le coffre-fort, Éditions La Vague, Paris 1960.
- La Mort au 421, Éditions La Vague, Paris 1961.

#### Cécil Viborg-Romane
- Lieux de pêche, Éditions La Vague, Paris 1960.
- Un pendu dans le vent, Éditions La Vague, Paris, 1961.

### Sachbücher und sonstige Veröffentlichungen
- Il neige sur la mer, Les Cahiers de la Table ronde, Paris 1945.
- Les Finances communales, Centre départemental de documentation pédagogique, Saint-Étienne 1968.
- Saint-Étienne, métropole d'équilibre, un gigantesque atelier au centre de la France, Centre départemental de documentation pédagogique, Saint-Étienne 1970.
- Les relations franco-allemandes depuis 1963. Textes rassemblés et présentés par Pierre Jardin, Documentation Française, Paris 2001, ISBN 2-11-004077-7

## Hintergrundliteratur
- Christian Soleil: Michel Durafour. Le Feu sous la cendre, Saint-Étienne, Actes graphiques, 1997.
- Christian Soleil: Michel Durafour. Le Vent du large, Saint-Étienne, Actes graphiques, 1998.